# Fotólisis
La fotólisis es la ruptura de enlaces químicos por causa de energía radiante. Se llama fotólisis o fotolisis, fotodisociación, o fotodescomposición a la disociación de moléculas por efecto de la luz, y se define como la interacción de uno o más fotones con una molécula objetivo. Es uno de los fenómenos en que se basa, entre otros procesos, la fotosíntesis.
La fotodisociación no está limitada al espectro visible; cualquier fotón con suficiente energía puede afectar a los enlaces químicos de las moléculas de un compuesto. Como la energía fotónica es inversamente proporcional a su longitud de onda, la radiación electromagnética con la energía de la luz visible o mayor, como la radiación ultravioleta, rayos x y rayos gamma aparecen involucradas en tales reacciones.
La fotólisis del agua, por ejemplo, ocurre por acción de la luz en la alta atmósfera de manera natural.